# Happy New Year
«Happy New Year» (en español: «Feliz año nuevo») es una canción y un sencillo que se publica del grupo sueco ABBA sólo en algunos países durante la víspera de año nuevo. 

## La canción
Fue escrita por Benny Andersson y Björn Ulvaeus. Fue grabada el 9 de abril de 1980, en los estudios de Polar Music, llamada primeramente "Daddy Don't Get Drunk On Christmas Day". La canción habla acerca de las reflexiones que se tienen en año nuevo, sobre todo en el principio de una nueva era. Este tema viene incluido en el álbum Super Trouper como la pista número 6.
La canción había sido planeada para un musical acerca de la víspera de año nuevo. Mientras las chicas se quedaron en Suecia, grabando lo que sería el álbum Gracias por la Música, Björn y Benny se dirigieron a las Bahamas, para aceptar una propuesta de un musical. Sin embargo, el proyecto no prosperó, pero Björn Andersson y Benny Ulvaeus insistían en usar la canción y la agregaron a su nuevo álbum. Así, "Happy New Year" quedó como la única canción navideña de ABBA.
Posiblemente se convirtió en un éxito en Lebanon ya que en las listas de fin de año terminó en la posición 73.[cita requerida]
En 1999, con la llegada del nuevo milenio, se tuvo la idea de lanzarlo como sencillo logrando algunas entradas a los charts europeos. 
La canción aún se toca en la llegada del año nuevo en varios países europeos (llegando a entrar de nuevo a las listas de popularidad). Las cadenas de radio y televisión suecas aún transmiten la canción cada 31 de diciembre.
Originalmente, la canción se presentaba en sus tours de 1979 y de 1980, pero el grupo decidió incluirla en su nuevo álbum para completar las 10 pistas para su LP. La canción fue grabada en la Wembley Arena el 10 de noviembre de 1979, y fue retocada en el estudio de Polar Music el 8 de octubre de 1980. Este tema viene incluido en el disco Super Trouper como la pista número 10.
La versión del sencillo viene sin los aplausos al principio y final del track. "Andante, andante" también ha sido lado B del sencillo.
En diciembre de 2011, se lanzó un single de vinilo plateado con purpurina limitado a 500 copias, que incluía las canciones "Happy New Year" y "The Way Old Friends Do". La edición estaba disponible exclusivamente en el sitio oficial de ABBA y en el sitio de fans de ABBA. Se agotó al día siguiente de anunciarse el lanzamiento.

## El vídeo
El video fue hecho del 3 al 8 de octubre de 1980. Una parte del vídeo de se hizo en el departamento de Lasse Hallström, quien dirigió el video. Las escenas de la fiesta, se sacaron de la sesión de fotos de la portada de Super Trouper (tanto el álbum como el sencillo). Los close-ups con los trajes morados fueron hechos en las oficinas de Polar Music.
Actualmente, está disponible en The Definitive Collection (DVD) y en ABBA: 16 Hits. Hay otro video en el que aparecen cantando alrededor de un piano, y que fue hecho especialmente para la televisión sueca, que aún se muestra en la llegada del año nuevo.

## Otras versiones de la canción
- Felicidad

## Posicionamiento
| Lista                                        | Posición |
| -------------------------------------------- | -------- |
| Suecia Top 60 Sverige Singles Chart          | 1        |
| Noruega Top 20 VG Singles Chart              | 1        |
| Dinamarca Top 40 Tracklisten Singles Chart   | 1        |
| Holanda Mega Top 50 Singles Chart            | 1        |
| Rusia Top 50 Airplay Chart                   | 1        |
| Alemania Top 100 Media Control Singles Chart | 1        |